# Lienz
Lienz je glavni grad istoimenog okruga austrijske savezne pokrajine Tirol. 
S 12.079 stanovnika (2001.) najveći je grad Istočnog Tirola, te njegovo privredno, turističko i kulturno središte.
Lienz se smjestio na križanju dolina rijeka Drave i Isel, te doline Pustertal, što ga od antičkih vremena čini važnim prometnim čvorištem između Koruške, Južnog Tirola i Salzburga, posebice od izgradnje tunela Felbertauern. Rijeka Isel ulijeva se u Dravu kod Lienza; južno od grada uzdižu se Lijencerski Dolomiti.
Od otcjepljenja Južnog Tirola i njegovog priključenja Italiji 1919. godine, Istočni Tirol više ne graniči s preostalim dijelom austrijskog Tirola. 